# Walt Disney World Speedway
El Walt Disney World Speedway fue un circuito de carreras oval ubicada en el complejo de diversiones Walt Disney World, cerca de Orlando, Florida. El óvalo formó parte de temporadas de la IRL, la NASCAR Truck Series, la USAC Fórmula Ford 2000 y la USAC Silver Crown Series. Era apodado The Mickyard, un juego de palabras entre el personaje icono de Disney, Mickey Mouse, y el apodo del Indianapolis Motor Speedway "Brickyard".
El circuito cerró de forma permanente en 2015 y fue demolido ese mismo año.

## Historia

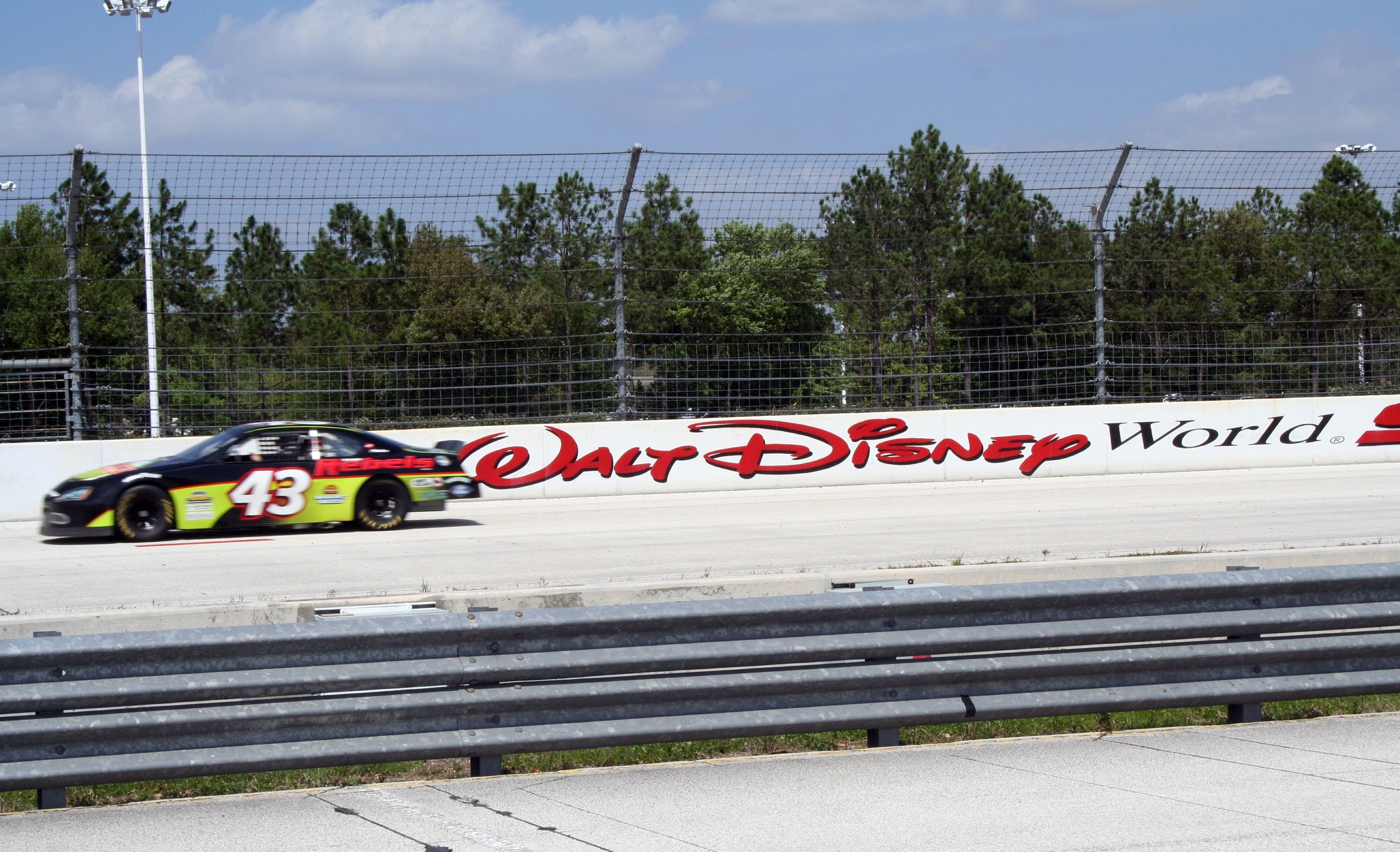
Walt Disney World Speedway en 2010

La pista fue construida en 1995, siendo administrada por la empresa International Motor Speedway (IMS), de Tony George, en una asociación con Disney.
El circuito era un trióvalo, diseñado por el jefe de diseños del Indianapolis Motor Speedway, Kevin Forbes eligiendo el lugar donde se construiría la pista, que se inició a partir de septiembre de 1994, pero fue Greg Ruse de la compañía Buena Vista International quien daría el aval la construcción. La pista estaba situada en una parcela triangular cerca del estacionamiento Magic Kingdom Park. La estructura fue diseñada para caber dentro de los límites de la infraestructura existente, para así poder permitir el movimiento dentro del mismo siguiendo la normas establecidas.
El presupuesto para la construcción del circuito era muy limitado, por lo cual sus instalaciones se mantuvieron al mínimo; los planes iniciales solo contemplaban la pista en sí, barreras de contención, y en algún momento, rejas de contención. Graderías, baños, garajes y demás infraestructura era instalada temporalmente según la necesidad de las carreras lo exigiese.
El óvalo se inauguró oficialmente en enero de 1996 en la apertura de la primera temporada de la IRL, con la realización del Walt Disney World 200. El evento se llevó a cabo el último sábado de enero, un día antes del Super Bowl, siendo la primera gran carrera en los Estados Unidos realizada ese año. Entre 1997 y 1998, la NASCAR Truck Series realizó unas pruebas que se disputaron en el circuito, semana antes del evento de la IRL. Entre las carreras de apoyo, se incluyeron pruebas teloneras como la Fórmula Ford 2000 y la USAC Silver Crown.
Después del fin de las competencias profesionales, el circuito fue empleado para albergar una de las tantas atracciones dentro de Walt Disney World. La Richard Petty Driving Experience permitía al público en general a dar vueltas en la pista en autos deportivos como piloto o copiloto. A pesar de ello, los problemas de la pista siguieron provocando accidentes, culminando en la muerte de un instructor de pilotaje en 2015, acelerando el cierre definitivo del circuito para agosto de ese mismo año.
El circuito fue demolido durante septiembre de 2015. El sitio fue redestinado para la construcción de estacionamientos adicionales para el parque de diversiones. 

## Cancelación de pruebas automovilísticas
En el año 2000, fue la última carrera que se disputó en la IRL, las razones que fueron que hiciera que la competencia saliera del calendario fueron las siguientes:

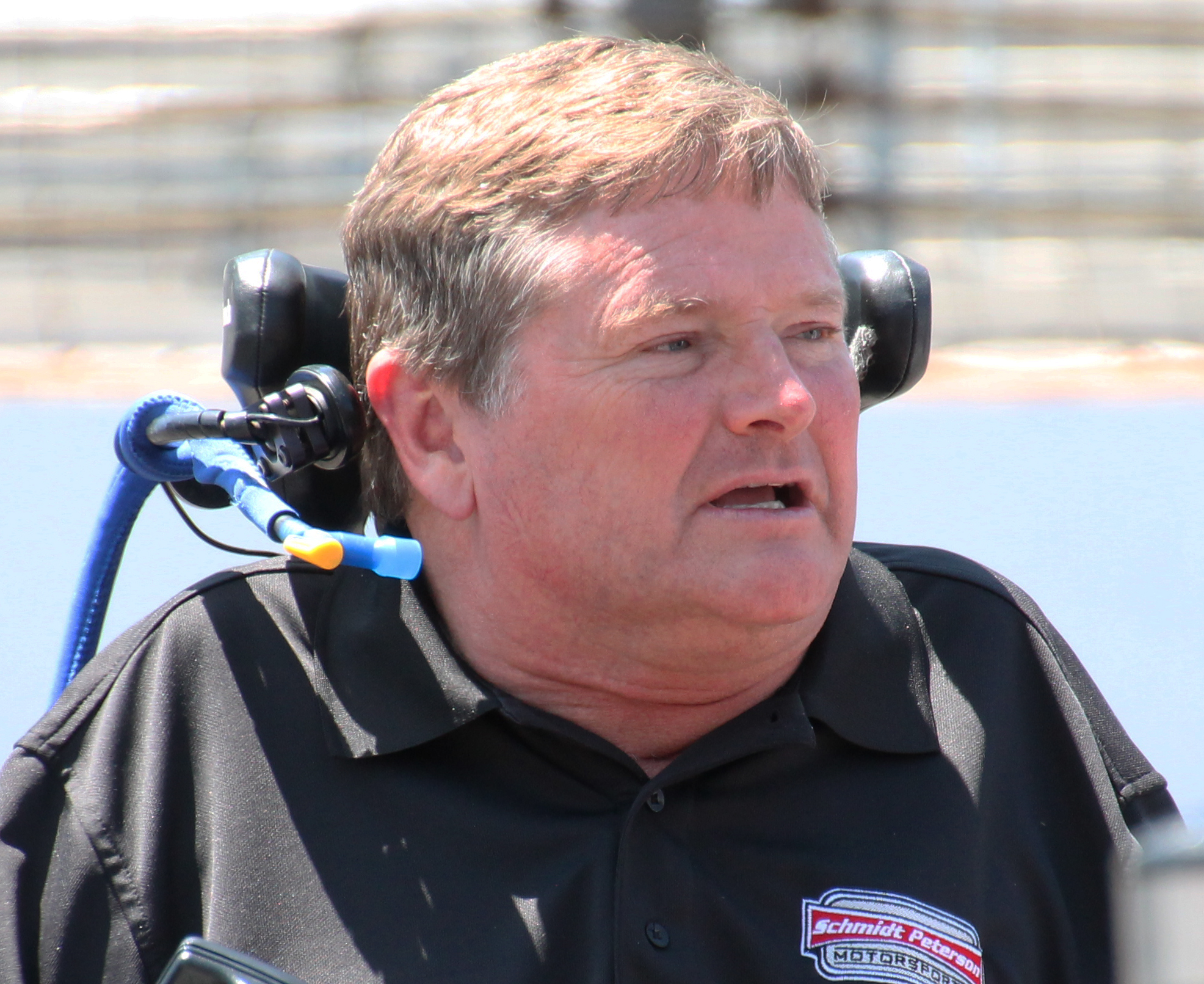
Sam Schmidt quedó tetrapléjico luego de sufrir un accidente en el circuito en 2000.

El circuito tiene una milla de longitud y un formato muy extraño para un tri-óvalo con diferentes curvas partiendo de un lado al otro. Esto puede ser considerado muy peligroso, como lo demostró cuatro accidentes graves ocurridos en el circuito: dos con el piloto chileno Eliseo Salazar (en 1996 y 1997), uno con el estadounidense Davy Jones (quien venía manteniendo un margen en competencia y que casi terminaba la prueba) en 1997 y uno con el piloto Sam Schmidt, accidente que lo dejó tetrapléjico y que casi le cuesta la vida. El accidente de Schmidt se desarrolló en la temporada 2000 y después de esto la IRL canceló el contrato con esta pista, dejando de formar parte campeonato.
Ya que el circuito se encontraba dentro de Disneyworld, la logística que cada carrera exigía ocasionaba atochamientos y dificultades en el tráfico para los organizadores, los equipos y los asistentes de tanto las carreras como del parque de diversiones; no había una intersección significativa en la demografía de estos dos últimos grupos.
Durante la celebración del evento se presentó muy poca asistencia de público. Las gradas del circuito estaban prácticamente vacías, una situación muy común en los primeros años de la IRL y que posiblemente convenció a los dueños del parque de Disney a no volver a albergar carreras, puesto que no era muy rentable.

## Críticas
El óvalo se utilizó pocas veces para competiciones, por lo que se lo consideraba un gran elefante blanco. Posteriormente se utilizó para escuelas de pilotaje y excursiones a bordo de automóviles de carreras, en un intento de erigirlo como atracción para el público adulto de Disney World.

### Récords
| Tipo          | Distancia             | Fecha               | Piloto       | Tiempo          | Velocidad Promedio (mph) |
| ------------- | --------------------- | ------------------- | ------------ | --------------- | ------------------------ |
| Clasificación | 1 vuelta (1.0 millas) | 25 de enero de 1996 | Buddy Lazier | 19.847 segundos | 181.388                  |
| Carrera       | 320 km                | 27 de enero de 1996 | Buzz Calkins | 1:33:30.748     | 128.748                  |

## Resultados

### Indy Racing League
La Indy Racing League (IRL) la disputó bajo el nombre de Indy 200 siendo el primer evento (Además de ser inaugural de la serie) que se tuvo lugar en la pista. Para la temporada 1996 se ha referenciado como la primera carrera realizada por la IRL y la intencionalidad original para dichas instalaciones.
| Temporada | Fecha        | Nombre de la prueba                      | Piloto(s)     | Equipo                   | Chasis  | Motor      | Distancia de la carrera | Distancia de la carrera | Tiempo  | Velocidad Promedio (mph) |
| Temporada | Fecha        | Nombre de la prueba                      | Piloto(s)     | Equipo                   | Chasis  | Motor      | Vueltas                 | (km)                    | Tiempo  | Velocidad Promedio (mph) |
| --------- | ------------ | ---------------------------------------- | ------------- | ------------------------ | ------- | ---------- | ----------------------- | ----------------------- | ------- | ------------------------ |
| 1996      | 27 de enero  | Indy 200 at Walt Disney World            | Buzz Calkins  | Bradley Motorsports      | Reynard | Ford       | 200                     | 200 (321.868)           | 1:33:31 | 128.325                  |
| 1997      | 25 de enero  | Indy 200 at Walt Disney World            | Eddie Cheever | Team Cheever             | G-Force | Oldsmobile | 149*                    | 149 (239.792)           |         |                          |
| 1998      | 24 de enero  | Indy 200 at Walt Disney World            | Tony Stewart  | Team Menard              | G-Force | Oldsmobile | 200                     | 200 (321.868)           | 2:06:07 | 95.127                   |
| 1999      | 24 de enero* | TransWorld Diversified Services Indy 200 | Eddie Cheever | Team Cheever             | Dallara | Oldsmobile | 200                     | 200 (321.868)           | 1:41:15 | 118.538                  |
| 2000      | 29 de enero  | Delphi Indy 200                          | Robbie Buhl   | Dreyer & Reinbold Racing | Dallara | Oldsmobile | 200                     | 200 (321.868)           | 1:57:19 | 102.292                  |

- 1997: La carrera se acortó producto de la lluvia.
- 1999: la carrera se reprogramó para el domingo.

### NASCAR Craftsman Truck Series
El Chevy Trucks Challenge era el nombre de la prueba de la serie NASCAR Truck Series celebrada en la pista entre 1997 y 1998. Sirvió como el evento de apertura de la temporada por dos años. La carrera se dejó de correr después de 1998 debido a la gran distancia (de 10 semanas) por lo que se creó como segundo evento de la temporada.
| Año  | Fecha       | Conductor        | Equipo              | Fabricante | Distancia de la Carrera | Distancia de la Carrera | Tiempo  | Velocidad Promedio (mph) |
| Año  | Fecha       | Conductor        | Equipo              | Fabricante | Vueltas                 | Millas (km)             | Tiempo  | Velocidad Promedio (mph) |
| ---- | ----------- | ---------------- | ------------------- | ---------- | ----------------------- | ----------------------- | ------- | ------------------------ |
| 1997 | 19 de enero | Joe Ruttman      | Roush Racing        | Ford       | 200                     | 200 (321.868)           | 2:16:08 | 88.159                   |
| 1998 | 18 de enero | Ron Hornaday Jr. | Dale Earnhardt Inc. | Chevrolet  | 204*                    | 204 (328.306)           | 2:10:10 | 94.033                   |

- 1998: Carrera Extendida debido a la aplicación de la regla del Green-white-checker (Verde-Blanca-A Cuadros).